# Sugey Ábrego
Rosa Sugey Jarumy Cabrera Sanchez Ábrego (Tuxpan, Veracruz; 31 de diciembre de 1978), conocida profesionalmente como Sugey Ábrego, es una actriz y conductora de televisión mexicana.

## Biografía
Sugey estudió en el Centro de Educación Artística (CEA) de Televisa, y tomó cursos de danza clásica en el Centro Nacional de las Artes en la Ciudad de México.
Inició su carrera actoral en 2003 cuando apareció en la serie de televisión Mujer, casos de la vida real, así como en las telenovelas Clase 406 y Las vías del amor. En ese mismo año también realizó su primer trabajo como conductora de televisión en el programa Recorrido en pareja.
En 2004 realizó la conducción de los Telejuegos en diversos canales de televisión abierta, y también participó en el programa En cartelera. En aquel año obtuvo su primer papel en el teatro, con el musical Amor sin barreras, protagonizado por Bibi Gaytán y Eduardo Capetillo. Un año después participó en las telenovelas Barrera de amor y Sueños y caramelos, así como en la conducción del programa Guía para padres. Ábrego también apareció en las telenovelas Rebelde, Duelo de pasiones, Destilando amor y Un refugio para el amor.
Su carrera como conductora de televisión continuó con las emisiones del programa Muévete y Se Vale, y dio impulso a esta al conducir la sección del clima en el programa Matutino Express, conducido por Esteban Arce, y posteriormente en el programa De poca, producido por Martha Zabaleta.
Entre 2013 y 2017 apareció en las telenovelas de la productora y escritora mexicana Lucero Suárez, entre las que se encuentran De que te quiero, te quiero, La Vecina y Enamorándome de Ramón. Además, en diciembre de 2013, protagoniza la portada de la edición mexicana de la revista Playboy, donde aparece totalmente desnuda por primera vez en su carrera. En 2018 apareció en la telenovela Tenías que ser tú.
En 2021 fue candidata del Partido Verde Ecologista de México a diputada local por el Distrito electoral local 17 de la Ciudad de México. En 2022 fue concursante en el programa de telerrealidad Las estrellas bailan en Hoy.

## Filmografía
| Año       | Título                       | Papel                | Notas                                                                   |
| --------- | ---------------------------- | -------------------- | ----------------------------------------------------------------------- |
| 2002–2003 | Clase 406                    |                      |                                                                         |
| 2003      | Las vías del amor            |                      | Temporada 1, episodio 203: "Si no cooperas, sufrirás las consecuencias" |
| 2003–2007 | Mujer, casos de la vida real |                      | 5 episodios                                                             |
| 2004      | Amarte es mi pecado          | Sofía                | Temporada 1, episodio 16: "Un anillo y una cita"                        |
| 2004      | Rebelde                      |                      |                                                                         |
| 2005      | Barrera de amor              | Leticia              | Temporada 1, episodio 1                                                 |
| 2005      | Piel de otoño                |                      |                                                                         |
| 2005      | Sueños y caramelos           | Ada                  |                                                                         |
| 2006      | Duelo de pasiones            |                      |                                                                         |
| 2007      | Destilando amor              | Nancy                |                                                                         |
| 2008      | La rosa de Guadalupe         | Rocío                | Temporada 1, episodio 25: "Uno más uno siempre es dos"                  |
| 2011–2022 | Como dice el dicho           | Diversos papeles     | 11 episodios                                                            |
| 2012      | Un refugio para el amor      | Serena               | 70 episodios                                                            |
| 2013      | Amores verdaderos            |                      | 2 episodios                                                             |
| 2013      | De que te quiero, te quiero  | Irma Pedroza Moncada | 59 episodios                                                            |
| 2014–2015 | Hasta el fin del mundo       | Iraís Bernal         | 84 episodios                                                            |
| 2015–2016 | La vecina                    | Edwina Chávez        | 124 episodios                                                           |
| 2017      | Enamorándome de Ramón        | Adalgisa             | 68 episodios                                                            |
| 2018      | Tenías que ser tú            | Josefina Ponce       | 5 episodios                                                             |
| 2019–2020 | Esta historia me suena       | Diversos papeles     | 3 episodios                                                             |
| 2022      | Vecinos                      | Enfermera            | Temporada 12, episodio 3: "Brigada de vacunación"                       |

Teatro
- Amor sin barreras (2004)
- Los monólogos de la vagina (2009)

Conducción
- Matutino Express
- Recorrido en pareja
- Guía para padres
- Muévete
- Se Vale
- De poca
- Todo para La Mujer